# 울산군 을
울산군 을은 대한민국의 옛 국회의원 선거구이다. 당시 경상남도 울산군의 일부 지역을 관할했다.

## 역사
제헌 국회의원 선거를 앞두고 울산군의 일부 지역 (농소면 강동면 온양면 웅촌면 범서면 두동면 두서면 언양면 상북면 삼남면)을 관할하는 선거구로 출범하였다.
1962년 6월, 울산군 울산읍, 방어진읍, 대현면, 하상면, 농소면 화봉리·송정리, 범서면 다운리·무거리, 청량면 두왕리에 울산시가 설치되었다. 또한 울산군은 울주군으로 개칭되었다. 이에 제6대 국회의원 선거를 앞두고 울산시·울주군 선거구로 개편되면서 폐지되었다.

## 역대 국회의원
| 선거   | 정당 | 정당   | 의원   |
| ------ | ---- | ------ | ------ |
| 1948년 |      | 무소속 | 김수선 |
| 1950년 |      | 무소속 | 김택천 |
| 1954년 |      | 자유당 | 정해영 |
| 1958년 |      | 자유당 | 김성탁 |
| 1960년 |      | 무소속 | 정해영 |

## 역대 선거 결과

### 대한민국 제헌 국회의원 선거
|  | 50.63% |

|  | 22.50% |

|  | 13.83% |

|  | 13.03% |

|  | 0% |

### 대한민국 제2대 국회의원 선거
|  | 22.92% |

|  | 16.57% |

|  | 16.25% |

|  | 11.81% |

|  | 8.22% |

|  | 6.02% |

|  | 5.85% |

|  | 3.65% |

|  | 2.87% |

|  | 2.75% |

|  | 2.30% |

|  | 0.73% |

### 대한민국 제3대 국회의원 선거
|  | 42.75% |

|  | 29.90% |

|  | 24.64% |

|  | 2.69% |

|  | 0% |

### 대한민국 제4대 국회의원 선거
|  | 48.92% |

|  | 40.68% |

|  | 10.38% |

### 대한민국 제5대 국회의원 선거
|  | 38.62% |

|  | 22.86% |

|  | 20.54% |

|  | 5.92% |

|  | 4.72% |

|  | 4.24% |

|  | 1.58% |

|  | 1.48% |